# استن گست
اِستُن گُست (به انگلیسی: Stone Ghost) یا اِستُن‌گُست (به انگلیسی: StoneGhost) نام رمز شبکه‌ای است که آژانس اطلاعات دفاعی ایالات متحده آمریکا برای همرسانی و جابجایی اطلاعات، بین آمریکا، بریتانیا، کانادا، و استرالیا استفاده می‌کرد. منابع دیگر می‌گویند که نیوزیلند هم در این شبکه، مشارکت می‌کرد. بنابراین همه سازمان‌های اطلاعات دفاعی همه کشورهای فایو آیز در این شبکه، همکاری می‌کردند.

## جزئیات
استن گست اطلاعات فوق محرمانه اینترلینک را در بر نمی‌گیرد. این اطلاعات، اینترلینک-سی (به انگلیسی: Intelink-C) نامیده می‌شوند که به Q-Lat یا Quad link نیز شناخته می‌شوند. استن گست، شبکه‌ای بسیار امن با نیازهای امنیتی فیزیکی و دیجیتال بسیار بالا است. شبکه استن گست، میزبان اطلاعات نظامی، شنود الکترونیک، اطلاعات خارجی، و امنیت ملی است.

## جاسوسی کانادا در سال ۲۰۱۲
در ۱۰ اکتبر ۲۰۱۲ مامور اطلاعاتی نیروی دریایی سلطنتی کانادا، ستوان فرعی جفری دلیزل به جرائمی چون بارگیری و فروش اطلاعات سامانه استن گست به اداره اصلی اطلاعات روسیه متهم شد. منهای مدت خدمت در ۶ فوریه ۲۰۱۳ به دلیل نقض قانون لایحه امنیت اطلاعات (۱۹۸۵)، او به ۲۰ سال زندان محکوم شد.